# Cervecería Cuauhtémoc Moctezuma
Cervecería Cuauhtémoc Moctezuma er en kombination af bryggerierne Cervecería Cuauhtémoc og Cervecería Moctezuma. «Cervecería» betyder «bryggeri» på spansk. Cuauhtémoc og Moctezuma er aztekiske herskere.
Bryggeriet står for en stor del af Mexicos ølproduktion og en del af produkterne bliver eksporteret. Omkring 90 % af Cervecería Cuauhtémoc Moctezumas produktion bliver solgt i Mexico, 8 % bliver eksporteret til USA, mens 2 % eksporteres til resten af verden. Bryggeriet har frem til 2010 været ejet af FEMSA og var en del av FEMSA Cerveza. I 2010 indgik bryggeriet  i Heineken-kæden.

## Produkter
- Bohemia
- Carta Blanca
- Dos Equis («XX»)
- Indio
- Noche Buena (mexikansk juleøl)
- Sol
- Superior
- Tecate

## Links
1. ↑  "Press Relase from Heineken International (PDF)" (PDF). Arkiveret fra originalen (PDF) 29. maj 2010. Hentet 12. november 2010.

25°41′24″N 100°19′12″V / 25.69000°N 100.32000°V